# Église Saint-Joseph de La Nouvelle-Orléans
 (janvier 2025).
L'église Saint-Joseph de La Nouvelle-Orléans est située aux États-Unis dans l'État de Louisiane, dans la ville de La Nouvelle-Orléans. Elle a été construite dans le style historiciste caractéristique du XIXe siècle mélangeant néo-roman et néo-gothique. C'est l'une des plus grandes église de la ville. La façade comprend une rosace représentant Jésus et ses douze Apôtres. Elle est surmontée d'une croix de 7,6 mètres de haut. Le bâtiment comprend dans son extérieur 23 niches avec des statues de saints et dans son intérieur 3 autels. La nef comprend un double plafond.

## Historique
Les travaux ont débuté sous les auspices des Lazaristes le 9 mai 1869, et ont été arrêtés de 1875 à 1884 à cause de problèmes dans les fondations.
L'église a été dédiée le 18 décembre 1892.
L'architecte est Patrick Charles Keeley.

## Dimensions
Les dimensions de l'édifice sont les suivantes, :
- Hauteur intérieure de la nef : 29 m
- Longueur : 68,6 m
- Largeur : 30,5 m
- Diamètre de la rosace : 6,6 m
- Nombre de briques utilisées pour la construction : 4 426 822
- Nombre de personnes que peut contenir l'église : 1 800/2 000.